# کیت ملانی
کیت ملانی (انگلیسی: Kate Mullany؛ ۱۸۴۵ – ۱۹۰۶) یک رهبر پیشین زن کارگری بود که اتحادیه لباسشویی زنان در تروی را در فوریه سال ۱۸۶۴ در نیویورک تأسیس کرد. این یکی از اولین اتحادیه‌های زنانه بود.
وی در سالن مشاهیر ملی زنان برای سازماندهی اولین اتحادیه زن در ایالات متحده شرکت داشت. ملانی در سال ۱۸۶۴ یک اعتصاب ۶ روزه موفق برای افزایش دستمزد و بهبود شرایط کاری اتحادیه را هدایت کرد.